# Coupe caribéenne des nations 1996
Navigation
Édition précédente Édition suivante
La Shell Caribbean Cup 1996 ou Coupe de la Caraïbe 1996 était la quatorzième édition de la Coupe de la Caraïbe, compétition de football dans les Caraïbes. Le tour final est organisé par Trinité-et-Tobago.

## Tours préliminaires
Trinidad et Tobago (tenant du titre et pays organisateur) est directement qualifié pour la phase finale.

### Groupe 1:Saint-Vincent-et-les-Grenadines
Premier tour :
| Équipe 1               | Résultat | Équipe 2 | Aller | Retour |
| ---------------------- | -------- | -------- | ----- | ------ |
| Antilles néerlandaises | 0-1      | Grenade  | 0-1   | N/D    |

Second tour :
| Équipe 1 | Résultat | Équipe 2                        | Aller | Retour |
| -------- | -------- | ------------------------------- | ----- | ------ |
| Grenade  | 2-4      | Saint-Vincent-et-les-Grenadines | 1-1   | 1-3    |

### Groupe 2:Saint-Christophe-et-Niévès
| Rang | Équipe                     | Pts | J | G | N | P | Bp | Bc | Diff |  | Résultats (▼ dom., ► ext.) |  |     |     |
| ---- | -------------------------- | --- | - | - | - | - | -- | -- | ---- |  | -------------------------- |  | --- | --- |
| 1    | Saint-Christophe-et-Niévès | 6   | 2 | 2 | 0 | 0 | 11 | 0  | +11  |  | Saint-Christophe-et-Niévès |  | 3-0 | 8-0 |
| 2    | Sint Maarten               | 3   | 2 | 1 | 0 | 1 | 4  | 3  | +1   |  | Sint Maarten               |  |     | 4-0 |
| 3    | Anguilla                   | 0   | 2 | 0 | 0 | 2 | 0  | 12 | -12  |  | Anguilla                   |  |     |     |

### Groupe 3:Haïti
| Équipe 1 | Résultat | Équipe 2               | Aller | Retour |
| -------- | -------- | ---------------------- | ----- | ------ |
| Haïti    | 7-1      | République dominicaine | 6-0   | 1-1    |

### Groupe 4:Cuba
| Équipe 1     | Résultat | Équipe 2 | Aller | Retour |
| ------------ | -------- | -------- | ----- | ------ |
| Îles Caïmans | 0-4      | Cuba     | 0-4   | N/D    |

### Groupe 5:Martinique
Premier tour :
| Équipe 1  | Résultat | Équipe 2     | Aller | Retour |
| --------- | -------- | ------------ | ----- | ------ |
| Dominique | 1-2      | Sainte-Lucie | 0-1   | 1-1    |

Second tour :
| Équipe 1   | Résultat | Équipe 2     | Aller | Retour |
| ---------- | -------- | ------------ | ----- | ------ |
| Martinique | 2-0      | Sainte-Lucie | 1-0   | 1-0    |

### Groupe 6:Jamaïque
| Rang | Équipe                     | Pts | J | G | N | P | Bp | Bc | Diff |  | Résultats (▼ dom., ► ext.) |     |     |
| ---- | -------------------------- | --- | - | - | - | - | -- | -- | ---- |  | -------------------------- | --- | --- |
| 1    | Jamaïque                   | 3   | 2 | 1 | 0 | 1 | 2  | 2  | 0    |  | Jamaïque                   |     | 2-0 |
| 2    | Barbade                    | 3   | 2 | 1 | 0 | 1 | 2  | 2  | 0    |  | Barbade                    | 2-0 |     |
|      | Antigua-et-Barbuda forfait |     |   |   |   |   |    |    |      |  |                            |     |     |

- Les deux équipes étant à égalité, ils doivent se départager aux tirs au but. La Jamaïque gagne 4 tirs au but à 3 face à la Barbade.

### Groupe 7:Suriname
Premier tour :
| Équipe 1 | Résultat | Équipe 2 | Aller | Retour |
| -------- | -------- | -------- | ----- | ------ |
| Guyane   | 2-3      | Suriname | 1-2   | 1-1    |

Second tour :
| Équipe 1 | Résultat | Équipe 2 | Aller | Retour |
| -------- | -------- | -------- | ----- | ------ |
| Suriname | 3-3      | Guyana   | 2-1   | 1-2    |

- Du fait de l'égalité, les deux équipes ont dû se départager aux tirs au but, et le Suriname s'impose 5 tirs au but à 3.

## 1erTour (Phase de groupes)

### Groupe A
- Joué à Port-d'Espagne et à Palo Seco à Trinité-et-Tobago :

|   | Équipe                     | Pts | J | G | N | P | BP | BC | Diff |
| - | -------------------------- | --- | - | - | - | - | -- | -- | ---- |
| 1 | Trinité-et-Tobago          | 9   | 3 | 3 | 0 | 0 | 9  | 1  | +8   |
| 2 | Suriname                   | 4   | 3 | 1 | 1 | 1 | 4  | 5  | -1   |
| 3 | Jamaïque                   | 3   | 3 | 1 | 0 | 2 | 5  | 5  | 0    |
| 4 | Saint-Christophe-et-Niévès | 1   | 3 | 0 | 1 | 2 | 3  | 10 | -7   |

| 28 juin   | Trinité-et-Tobago | 1 | 0 | Jamaïque                   |
|           | Suriname          | 1 | 1 | Saint-Christophe-et-Niévès |
| 30 juin   | Jamaïque          | 4 | 1 | Saint-Christophe-et-Niévès |
|           | Trinité-et-Tobago | 3 | 0 | Suriname                   |
| 3 juillet | Suriname          | 3 | 1 | Jamaïque                   |
|           | Trinité-et-Tobago | 5 | 1 | Saint-Christophe-et-Niévès |

### Groupe B
Joué à San Fernando et à Arima à Trinité-et-Tobago :
|   | Équipe                          | Pts | J | G | N | P | BP | BC | Diff |
| - | ------------------------------- | --- | - | - | - | - | -- | -- | ---- |
| 1 | Cuba                            | 7   | 3 | 2 | 1 | 0 | 3  | 0  | +3   |
| 2 | Martinique                      | 6   | 3 | 2 | 1 | 0 | 4  | 1  | +3   |
| 3 | Haïti                           | 2   | 3 | 0 | 2 | 1 | 2  | 3  | -1   |
| 4 | Saint-Vincent-et-les-Grenadines | 1   | 3 | 0 | 1 | 2 | 2  | 7  | -5   |

| 28 juin   | Cuba       | 2 | 0 | Saint-Vincent-et-les-Grenadines |
|           | Martinique | 1 | 0 | Haïti                           |
| 30 juin   | Haïti      | 2 | 2 | Saint-Vincent-et-les-Grenadines |
|           | Cuba       | 1 | 0 | Martinique                      |
| 3 juillet | Martinique | 3 | 0 | Saint-Vincent-et-les-Grenadines |
|           | Cuba       | 0 | 0 | Haïti                           |

### Demi-finales
| 3 juin 1996 | Trinité-et-Tobago      | 2 - 1 b.e.o. | Martinique | National Stadium, Port-d'Espagne |                      |
|             | Dwarika 89e, John 117e |              | Carole 88e | Spectateurs : 11 000             | Spectateurs : 11 000 |

| 3 juin 1996 | Cuba                                             | 4 - 0 | Suriname | National Stadium, Port-d'Espagne |
|             | Dalcourt 35e, 55e · Martínez 75e · Sotolongo 83e |       |          |                                  |

### Match pour la3eplace
| 5 juin 1996 | Martinique        | 1 - 1 a.p. | Suriname      | National Stadium, Port-d'Espagne |                     |
|             | Rano 48e          |            | Riedewald 76e | Spectateurs : 2 000              | Spectateurs : 2 000 |
|             | Tirs au but 3 - 2 |            |               | Spectateurs : 2 000              | Spectateurs : 2 000 |

### Finale
| 7 juin 1996 | Trinité-et-Tobago | 2 - 0 | Cuba | National Stadium, Port-d'Espagne |
|             | Dwarika · Nixon   |       |      |                                  |

| Vainqueur de la Coupe de la Caraïbe 1996: Trinité-et-Tobago 7e titre |